# 太陽の末裔
『太陽の末裔』（たいようのまつえい、朝: 태양의 후예、英: Descendants of the Sun）は、2016年に大韓民国のKBS2で放送された連続テレビドラマである。全24話。原題「태양의 후예」を直訳すると「太陽の後裔」だが、日本では似た意味で使用頻度の高い「太陽の末裔」が使われている。日本放送時においては「太陽の末裔 Love Under The Sun」というタイトルになっている。映像配信サイトＩＱｉｙｉでの視聴回数は2016年２月後半の配信開始からこれまでに２４億回を突破した。

## あらすじ
軍人のユ・シジン（ソン・ジュンギ）とソ・デヨン（チン・グ）は、休暇中、バイクの窃盗現場に遭遇し、犯人を捕まえるが、拘束時にデヨンの携帯電話が盗まれてしまう。窃盗犯を追って救急外来に向かったシジンは、治療にあたっていた医師のカン・モヨン（ソン・ヘギョ）に一目惚れするが、モヨンに窃盗犯の不良仲間と勘違いされ、冷たくされる。なんとか誤解を解いたシジンはモヨンをデートに誘い、2人は急接近するが、シジンの突然の任務などが理由ですれ違い、2人の短い恋は終わりを告げる。
8カ月後、紛争地帯のウルクに医療奉仕団のリーダーとして送られたモヨンは、空港でシジンと再会する。シジンは、現地モウル中隊の中隊長として派兵されており、医療奉仕団の警護を任されていた。

## 出演
※この節の肩書は一部を除き日本公式サイトの表記に基づく

### 主要人物
ユ・シジン（劉時鎮）：ソン・ジュンギ (野島裕史)
特殊戦司令部大尉、テベク部隊所属のモウル中隊中隊長、アルファチームチーム長。
カン・モヨン（姜暮煙）：ソン・ヘギョ (志田有彩)
ヘソン病院 特診病棟VIP担当教授、胸部外科専門医、医療奉仕団チーム長
ソ・デヨン：チン・グ (高橋英則)
特殊戦司令部先任上士、テベク部隊所属のモウル中隊副中隊長、アルファチーム副チーム長
ユン・ミョンジュ：キム・ジウォン (森なな子)
テベク部隊派兵軍医官、中尉、整形外科専門医、特殊戦司令部司令官の一人娘

### ヘソン病院医療奉仕団チーム
ソン・サンヒョン：イ・スンジュン
一般外科専門医。
ハ・ジャエ：ソ・ジョンヨン (長尾歩)
救急室看護チーム長。
チェ・ミンジ：パク・ファニ
救急室看護師。
イ・チフン：オンユ（SHINee） (髙橋孝治)
胸部外科レジデント。

### 特殊戦司令部
ユン中将：カン・シニル
司令官。
パク・ビョンス：キム・ビョンチョル (岩城泰司)
中領、テベク部隊大隊長。
チェ・ウグン：パク・フン
中士、アルファチームスナイパー。
イム・グァンナム：アン・ボヒョン
中士、アルファチーム爆破・火器。
コン・チョルホ：チェ・ウン (大西弘祐)
下士、アルファチーム通信・医務。
キム・ギボム：キム・ミンソク
一兵。

### ヘソン病院
ハン・ソグォン：テ・イノ
理事長。
ピョ・ジス：ヒョン・ジュニ
病理課専門医。
キム・ウンジ：パク・アイン
胸部外科専門医。
チャン・ヒウン：チョ・ウリ (渡谷美帆)
麻酔科レジデント。

### ウルクの人物
ダニエル・スペンサー：チョ・テグァン（ジェスパー・チョ）(大西弘祐)
ピースメーカー緊急救護チーム救護医師。
リ・イェファ：チョン・スジン
ピースメーカー緊急救護チーム看護師。
アグス（アーガス）：デヴィッド・リー・マキニス
ギャング団リーダー。

### 特別出演
- ユ・アイン[14]
- ファヨン[15]
- Red Velvet[16]

## 視聴率
| 2016年     | 2016年     | 2016年     | 2016年     | 2016年    | 2016年    |
| 回数       | 放送日     | TNmS視聴率 | TNmS視聴率 | AGB視聴率 | AGB視聴率 |
| 回数       | 放送日     | 大韓民国   | ソウル     | 大韓民国  | ソウル    |
| ---------- | ---------- | ---------- | ---------- | --------- | --------- |
| 第1回      | 2月24日    | 12.6%      | 12.7%      | 14.3%     | 14.4%     |
| 第2回      | 2月25日    | 13.5%      | 14.5%      | 15.5%     | 16.0%     |
| 第3回      | 3月2日     | 21.8%      | 22.7%      | 23.4%     | 24.6%     |
| 第4回      | 3月3日     | 22.9%      | 23.5%      | 24.1%     | 25.1%     |
| 第5回      | 3月9日     | 24.6%      | 26.3%      | 27.4%     | 29.2%     |
| 第6回      | 3月10日    | 25.4%      | 27.6%      | 28.5%     | 29.8%     |
| 第7回      | 3月16日    | 27.0%      | 28.9%      | 28.3%     | 30.1%     |
| 第8回      | 3月17日    | 25.9%      | 28.7%      | 28.8%     | 30.5%     |
| 第9回      | 3月23日    | 29.7%      | 32.3%      | 30.4%     | 31.0%     |
| 第10回     | 3月24日    | 28.8%      | 31.0%      | 31.6%     | 33.3%     |
| 第11回     | 3月30日    | 29.1%      | 31.3%      | 31.9%     | 33.5%     |
| 第12回     | 3月31日    | 31.1%      | 33.9%      | 33.0%     | 34.3%     |
| 第13回     | 4月6日     | 30.4%      | 33.7%      | 33.5%     | 35.0%     |
| 第14回     | 4月7日     | 31.1%      | 33.5%      | 33.0%     | 35.6%     |
| 第15回     | 4月13日    | 31.1%      | 35.6%      | 34.8%     | 37.5%     |
| 第16回     | 4月14日    | 35.3%      | 40.5%      | 38.8%     | 41.6%     |
| 平均視聴率 | 平均視聴率 | 26.3%      | 28.5%      | 28.6%     | 30.1%     |

## 賞とノミネート
| 年度 | 賞                               | カテゴリー                       | 受賞者                             | 結果       | 参考   |
| ---- | -------------------------------- | -------------------------------- | ---------------------------------- | ---------- | ------ |
| 2016 | ルーキーアジアアワード           | 今年の男性ルーキー               | チェ・ウン                         | 受賞       |        |
| 2016 | 第52回百想芸術大賞               | TV部門大賞                       | 太陽の末裔                         | 受賞       | [ 17 ] |
| 2016 | 第52回百想芸術大賞               | 最高のドラマ賞                   | 太陽の末裔                         | ノミネート |        |
| 2016 | 第52回百想芸術大賞               | TV部門ベストディレクター賞       | イ・ウンボク                       | ノミネート |        |
| 2016 | 第52回百想芸術大賞               | TV部門最優秀俳優賞               | ソン・ジュンギ                     | ノミネート | [ 18 ] |
| 2016 | 第52回百想芸術大賞               | TV部門最優秀女優賞               | ソン・ヘギョ                       | ノミネート |        |
| 2016 | 第52回百想芸術大賞               | TV部門最優秀脚本賞               | キム・ウンソク、キム・ウォンソク   | ノミネート |        |
| 2016 | 第52回百想芸術大賞               | TV部門人気俳優賞                 | ソン・ジュンギ                     | 受賞       | [ 19 ] |
| 2016 | 第52回百想芸術大賞               | TV部門人気俳優賞                 | チン・グ                           | ノミネート |        |
| 2016 | 第52回百想芸術大賞               | TV部門人気女優賞                 | ソン・ヘギョ                       | 受賞       |        |
| 2016 | 第52回百想芸術大賞               | TV部門人気女優賞                 | キム・ジウォン                     | ノミネート |        |
| 2016 | 第52回百想芸術大賞               | QIYI（愛奇芸）グローバルスター賞 | ソン・ジュンギ                     | 受賞       | [ 20 ] |
| 2016 | 第52回百想芸術大賞               | QIYI（愛奇芸）グローバルスター賞 | ソン・ヘギョ                       | 受賞       |        |
| 2016 | 第52回百想芸術大賞               | QIYI（愛奇芸）グローバルスター賞 | チン・グ                           | ノミネート |        |
| 2016 | 第52回百想芸術大賞               | QIYI（愛奇芸）グローバルスター賞 | キム・ジウォン                     | ノミネート |        |
| 2016 | 第2回 Scene Stealer Festival     | 男性シーンスティーラー賞         | イ・スンジュン                     | 受賞       |        |
| 2016 | 第2回 Scene Stealer Festival     | 男性シーンスティーラー賞         | チョ・ジェユン                     | 受賞       |        |
| 2016 | 第2回 Scene Stealer Festival     | 男性新人スティーラー賞           | オンユ                             | 受賞       |        |
| 2016 | 第1回インドネシアテレビ賞        | 特別賞                           | チン・グ                           | 受賞       |        |
| 2016 | 第43回韓国放送大賞               | 最高のドラマ賞                   | 太陽の末裔                         | 受賞       |        |
| 2016 | 第11回ソウル国際ドラマアワード   | ベストドラマ賞                   | 太陽の末裔                         | 受賞       | [ 21 ] |
| 2016 | 第11回ソウル国際ドラマアワード   | 韓国のベスト俳優賞               | ソン・ジュンギ                     | 受賞       | [ 22 ] |
| 2016 | 第11回ソウル国際ドラマアワード   | 傑出した韓国ドラマのOST賞        | GUMMY                              | 受賞       |        |
| 2016 | 第5回APANスターアワード          | 大賞                             | ソン・ジュンギ                     | 受賞       | [ 23 ] |
| 2016 | 第5回APANスターアワード          | 大賞                             | ソン・ヘギョ                       | ノミネート |        |
| 2016 | 第5回APANスターアワード          | 今年のドラマ賞                   | 太陽の末裔                         | 受賞       |        |
| 2016 | 第5回APANスターアワード          | ミニシリーズ部門最優秀俳優賞     | ソン・ジュンギ                     | ノミネート |        |
| 2016 | 第5回APANスターアワード          | ミニシリーズ部門最優秀女優賞     | ソン・ヘギョ                       | ノミネート |        |
| 2016 | 第5回APANスターアワード          | 最優秀助演男優賞                 | チン・グ                           | 受賞       | [ 24 ] |
| 2016 | 第5回APANスターアワード          | 最優秀助演男優賞                 | イ・スンジュン                     | ノミネート |        |
| 2016 | 第5回APANスターアワード          | 最優秀助演女優賞                 | キム・ジウォン                     | 受賞       |        |
| 2016 | 第5回APANスターアワード          | 新人賞                           | キム・ミンソク                     | ノミネート |        |
| 2016 | 第5回APANスターアワード          | ベスト・アジア太平洋・スター賞   | ソン・ジュンギ                     | 受賞       |        |
| 2016 | 第5回APANスターアワード          | ベストカップル賞                 | ソン・ジュンギ、ソン・ヘギョ       | 受賞       | [ 25 ] |
| 2016 | 第5回APANスターアワード          | ベストカップル賞                 | チン・グ、キム・ジウォン           | ノミネート |        |
| 2016 | 第9回コリアドラマアワード        | 大賞                             | ソン・ジュンギ                     | ノミネート | [ 26 ] |
| 2016 | 第9回コリアドラマアワード        | 最高のドラマ賞                   | 太陽の末裔                         | 受賞       | [ 27 ] |
| 2016 | 第9回コリアドラマアワード        | 最高のドラマ脚本賞               | キム・ウンソク                     | ノミネート |        |
| 2016 | 第9回コリアドラマアワード        | 優秀俳優賞                       | チョ・ジェユン                     | 受賞       |        |
| 2016 | 第9回コリアドラマアワード        | 新人賞                           | キム・ミンソク                     | ノミネート |        |
| 2016 | 第9回コリアドラマアワード        | 最優秀作曲賞                     | GUMMY                              | ノミネート |        |
| 2016 | 韓国広告主協会賞                 | 最高のドラマ賞                   | 太陽の末裔                         | 受賞       |        |
| 2016 | 第1回アジアアーティストアワード  | 大賞                             | ソン・ジュンギ                     | ノミネート |        |
| 2016 | 第1回アジアアーティストアワード  | 女優部門最優秀アーティスト賞     | ソン・ヘギョ                       | ノミネート |        |
| 2016 | 第1回アジアアーティストアワード  | 俳優部門最優秀セレブ賞           | チン・グ                           | 受賞       |        |
| 2016 | 第1回アジアアーティストアワード  | 女優部門最優秀セレブ賞           | キム・ジウォン                     | 受賞       |        |
| 2016 | 第1回アジアアーティストアワード  | 新人賞                           | パク・ファニ                       | ノミネート |        |
| 2016 | 第1回アジアアーティストアワード  | ベストOST賞                      | GUMMY                              | 受賞       |        |
| 2016 | 第1回アジアアーティストアワード  | 人気俳優賞                       | ソン・ジュンギ                     | ノミネート |        |
| 2016 | 第1回アジアアーティストアワード  | 人気女優賞                       | ソン・ヘギョ                       | ノミネート |        |
| 2016 | 第1回アジアアーティストアワード  | 人気女優賞                       | キム・ジウォン                     | ノミネート |        |
| 2016 | 第8回Melon Music Awards          | ベストOST賞                      | GUMMY                              | ノミネート |        |
| 2016 | 第8回Melon Music Awards          | ベストOST賞                      | ユン・ミレ                         | 受賞       |        |
| 2016 | 第8回Melon Music Awards          | ベストOST賞                      | Davichi                            | ノミネート | [ 28 ] |
| 2016 | 第18回Mnet Asian Music Awards    | ベストOST賞                      | Davichi                            | ノミネート |        |
| 2016 | 第21回アジアテレビジョンアワード | 最高のドラマシリーズ             | 太陽の末裔                         | 受賞       | [ 29 ] |
| 2016 | 大韓民国大衆文化芸術賞           | 大統領賞                         | ソン・ジュンギ                     | 受賞       | [ 30 ] |
| 2016 | 大韓民国大衆文化芸術賞           | 大統領賞                         | ソン・ヘギョ                       | 受賞       |        |
| 2016 | 大韓民国大衆文化芸術賞           | 大統領賞                         | キム・ウンソク                     | 受賞       |        |
| 2016 | 第29回グリメ賞                   | 大賞                             | キム・シヒョン、ウム・ジュンヒョン | 受賞       |        |
| 2016 | 第30回KBS演技大賞                | 大賞                             | ソン・ジュンギ                     | 受賞       | [ 31 ] |
| 2016 | 第30回KBS演技大賞                | 大賞                             | ソン・ヘギョ                       | 受賞       |        |
| 2016 | 第30回KBS演技大賞                | 最優秀俳優賞                     | ソン・ジュンギ                     | ノミネート | [ 32 ] |
| 2016 | 第30回KBS演技大賞                | 最優秀女優賞                     | ソン・ヘギョ                       | ノミネート |        |
| 2016 | 第30回KBS演技大賞                | ミニシリーズ部門優秀俳優賞       | ソン・ジュンギ                     | ノミネート |        |
| 2016 | 第30回KBS演技大賞                | ミニシリーズ部門優秀俳優賞       | チン・グ                           | ノミネート |        |
| 2016 | 第30回KBS演技大賞                | ミニシリーズ部門優秀女優賞       | ソン・ヘギョ                       | ノミネート |        |
| 2016 | 第30回KBS演技大賞                | ミニシリーズ部門優秀女優賞       | キム・ジウォン                     | 受賞       |        |
| 2016 | 第30回KBS演技大賞                | 最優秀助演男優賞                 | チョ・ジェユン                     | ノミネート |        |
| 2016 | 第30回KBS演技大賞                | 最優秀助演女優賞                 | ソ・ジョンヨン                     | ノミネート |        |
| 2016 | 第30回KBS演技大賞                | 男性新人賞                       | キム・ミンソク                     | ノミネート |        |
| 2016 | 第30回KBS演技大賞                | 男性新人賞                       | オンユ                             | ノミネート |        |
| 2016 | 第30回KBS演技大賞                | 女性新人賞                       | キム・ジウォン                     | 受賞       |        |
| 2016 | 第30回KBS演技大賞                | 脚本賞                           | キム・ウンソク、キム・ウォンソク   | 受賞       |        |
| 2016 | 第30回KBS演技大賞                | ネチズン賞                       | ソン・ジュンギ                     | ノミネート |        |
| 2016 | 第30回KBS演技大賞                | ネチズン賞                       | ソン・ヘギョ                       | ノミネート |        |
| 2016 | 第30回KBS演技大賞                | ベストカップル賞                 | ソン・ジュンギ、ソン・ヘギョ       | 受賞       |        |
| 2016 | 第30回KBS演技大賞                | ベストカップル賞                 | チン・グ、キム・ジウォン           | 受賞       |        |
| 2016 | 第30回KBS演技大賞                | アジアベストカップル賞           | ソン・ジュンギ、ソン・ヘギョ       | 受賞       |        |
| 2017 | 第31回ゴールデンディスクアワード | ベストOST賞                      | GUMMY                              | 受賞       | [ 33 ] |
| 2017 | 第26回ソウル歌謡大賞             | OST賞                            | GUMMY                              | 受賞       |        |
| 2017 | 第29回韓国プロデューサー賞       | ベストパフォーマー賞             | ソン・ジュンギ                     | 受賞       |        |
| 2017 | 放送通信委員会放送賞             | 大賞                             | 太陽の末裔                         | 受賞       |        |
| 2017 | ヒューストン国際映画祭           | TV部門特別審査員賞               | 太陽の末裔                         | 受賞       |        |

## 日本国内での放送
- 衛星劇場（2016年6月21日 - 8月9日）[34]
- DATV（2017年1月3日 - 1月4日）一 挙放送[35]
- BS-TBS（2017年7月5日 - 7月26日）[36]
- LaLa TV（2017年7月12日 - 8月16日）[37][38]
- テレビ大阪 （2018年3月19日 - 4月10日）[39]
- J:COMテレビ  (2020年12月26日 - 12月30日) [40]
- テレビQ（2022年4月7日 - 放送中）[41]
- BSJapanext（2022年4月26日 - 5月18日）
- BSフジ（2023年1月6日 - 1月27日）
- テレ朝チャンネル1（2023年4月6日 - 5月10日）

## フィリピン版ドラマ
2020年2月10日から12月25日までGMAネットワークで放送されたフィリピンのテレビドラマである。

### 制作
主要撮影は2019年7月に開始された。 新型コロナウイルスによってルソン島でのコミュニティ検疫が強化されたため、2020年3月に撮影が中止された。撮影は2020年9月に再開した。放送は2020年11月5日に再度放送された。

### 評価
AGBニールセンフィリピンのテレビホームにおける全国都市テレビ視聴者測定の人々によると、太陽の末裔のパイロットエピソードは10.5％の評価を獲得した。

### 賞とノミネート
| 年   | 賞                             | カテゴリー     | 受賞者               | 結果       |
| ---- | ------------------------------ | -------------- | -------------------- | ---------- |
| 2020 | 第15回ソウル国際ドラマアワード | 外国のドラマ賞 | 太陽の末裔           | 受賞       |
| 2021 | 第34回PMPCスター賞             | 最優秀俳優賞   | ディンドン・ダンテス | ノミネート |
| 2021 | 第34回PMPCスター賞             | 最優秀女優賞   | ジェニリン・メルカド | ノミネート |
| 2021 | 第34回PMPCスター賞             | 助演男優賞     | ロッコナチーノ       | ノミネート |